# Помероди
Помероди (на португалски: Pomerode) е град в южната част на Бразилия, в щата Санта Катарина. Разположен е на 15 km северно от Блуменау, в областта Вали ду Итажаи. Основан от имигранти от Померания, и днес градът е населен предимно от потомци на немски имигранти и в рамките на общината немският език е официален, наред с португалския. Населението на града е около 24 600 души (2006).